# Arturo Capdevila
Arturo Capdevila (Córdoba (Argentina); 14 de marzo de 1889 - Buenos Aires; 20 de diciembre de 1967) fue un poeta, dramaturgo, narrador, ensayista, abogado, juez, profesor de filosofía y sociología e historiador argentino.

## Biografía
Arturo Capdevila nació en Córdoba en 1889. En 1913 se doctoró en Derecho y Ciencias Sociales en la Universidad Nacional de Córdoba, desempeñándose posteriormente allí como catedrático de Filosofía y Sociología y siendo al mismo tiempo magistrado, hasta 1922. Se trasladó entonces a la ciudad de Buenos Aires, donde prosiguió su labor docente y continuó su obra literaria.
Fue presidente del Instituto Popular de Conferencias del diario La Prensa. Obtuvo el Premio Nacional de Literatura en los años 1920, 1923 y 1931. La Sociedad Argentina de Escritores le otorgó el Gran Premio de Honor en 1949, en reconocimiento al libro de poemas El libro del bosque. Fue profesor de literatura en la Universidad Nacional de La Plata. En 1961, recibe la Gran Cruz de la Orden Civil de Alfonso X el Sabio. 
Como miembro de la Academia Argentina de Letras de la Argentina, ocupó el sillón n.º 8, «José Manuel Estrada». La Academia Nacional de la Historia lo contó entre sus miembros desde el año 1922.
Publicó una serie de ensayos sobre filosofía de la salud y sobre la solución a problemas como el cáncer, la lepra, las enfermedades mentales y otros. Planteó la mala dieta como etiología fundamental de la enfermedad.

## Obra
(Lista parcial)

### Poesía
- Jardines solos (1911)
- Melpómene (1912)
- El poema de Nenúfar (1915)
- El libro de la noche (1917)
- La fiesta del mundo (1921)
- Los romances argentinos (1938)
- Córdoba azul (1940)
- El libro del bosque (1948)

### Drama
- La Sulamita (1916) - interpretación del episodio bíblico, donde el rey Salomón no desposa a la bella mujer Sulamita, permitiéndole unirse a un pastor de quien ella está enamorada
- El amor de Schehrazada (1918) - La historia de la heroína de «Las 1001 noches»
- Zincalí (1927) - Este «poema escénico gitano» sirvió de base para la ópera homónima del compositor argentino Felipe Boero
- La casa de los fantasmas (1926) - Tragicomedia en tres actos, crítica de la burguesía porteña
- El divino Marqués (1930) - Una biografía dramatizada del Marqués de Sade
- Branca d'Oria (1932) - Subtitulada «Escenas de esta vida y de la otra»
- Cuando el vals y los lanceros (1937) - Tragicomedia en verso
- Consumación de Sigmund Freud (1946)
- El jardín de Eva

### Prosa
- Arbaces, maestro de amor (1945) (novela)
- Córdoba del recuerdo (1923)
- La ciudad de los sueños: cuentos soñados (1925) (cuentos)
- Babel y el castellano (1928) (ensayo sobre la lengua castellana, su evolución, sus influencias)
- Las invasiones inglesas (1938)
- Historia de Dorrego (1949)
- El hombre de Guayaquil (1950)
- Nueva imagen de Juan Manuel de Rosas (1945)
- Rubén Darío, “un bardo rei” (1946)
- Alfonsina: época, dolor y obra de la poetisa Alfonsina Storni (1948)
- Consultorio Gramatical de Urgencia
- Rivadavia y el españolismo liberal de la revolución Argentina
- Remeditos de Escalada
- El pensamiento vivo de San Martín
- En la corte del virrey (Estampas de Evocación)
- La infanta mendocina
- El Popol Vuh (traducción al castellano del Maya Quiché)
- Tierra Mía (libro de viaje)

### Ensayos
- Del libre albedrío. Soliloquio del alma en la noche. Buenos Aires: Talleres Gráficos de Antonio Mercatali, 1923.
- Revisión microbiana: sexto mensaje prandiológico: 1. La verdadera historia de los microbios. 2. De la microbiología a la microtoxiología: comprobaciones prandiológicas reveladores. Buenos Aires: Omeba, 1963, OCLC 65401457
- El niño enfermo (séptimo mensaje prandiológico). Buenos Aires: Omeba, 1963, Córdoba: Editorial Buena Vista (2009) OCLC 14529179
- Las enfermedades mentales como estrictamente somáticas (Noveno mensaje prandiológico). Buenos Aires: Omeba [1964], OCLC 47937872
- Prandiología patológica, en el hombre, en el animal, en el árbol ; aportaciones prandiológicas reveladoras sobre tuberculosis, degeneración adiposa, miopatía arterial, enfermedad de Bang y fitodemias. Buenos Aires: Viracocha, 1960, Córdoba: Editorial Buena Vista (2009) OCLC 28389998
- El cáncer: el cáncer tumoral; el cáncer leucémico; aportaciones prandiologicas reveladoras. Buenos Aires: Omeba, 1961, Córdoba: Editorial Buena Vista (2009) OCLC 14615267
- La lepra; aportaciones prandiólogicas reveladoras. Buenos Aires: Omeba, 1961, OCLC 14593153
- La ciencia de la nutrición Córdoba. Editorial Buena Vista (2010)

## Premios y distinciones
- Gran Premio de Honor de la SADE 1948
- Gran Cruz de la Orden Civil de Alfonso X el Sabio 1961